# Stazione di Capitello
La stazione di Capitello era una fermata ferroviaria posta al km 98 della linea Battipaglia-Reggio Calabria. Serviva il centro abitato di Capitello. Venne definitivamente soppressa alla fine degli anni novanta.

## Movimento
L'offerta treni dell'orario ferroviario invernale del 1938 prevedeva la fermata di sei coppie di treni dei quali tre coppie di accelerati e tre di elettromotrici in servizio locale.
L'orario ferroviario invernale del 1975 prevedeva ancora la fermata di sei coppie di treni dei quali due coppie di locali e quattro di elettromotrici in servizio regionale.